# Pimpinella favifolia
Pimpinella favifolia är en flockblommig växtart som beskrevs av C.Norman. Pimpinella favifolia ingår i släktet bockrötter, och familjen flockblommiga växter. Inga underarter finns listade i Catalogue of Life.